# أوفست
كياري كندريل سيفوس (بالإنجليزية: Kiari Kendrell Cephus) (ولد في 14 ديسمبر 1991) المعروف ب (أوفست)، هو مغني الراب الأمريكي من لورينسيفيل، جورجيا. وهو عضو في مجموعة الهيب هوب ميغوس.

## مسيرته
في عام 2009، شكل أوفست فرقة ميغوس مع كويفو وتيكاوف. اكتسب الثلاثي في البداية اعترافا ملحوظا بعد إصدار اغنيتهم «فيرساتشي،» في عام 2013. في عام 2015، أصدر الثلاثي ألبومهم ألاول، يونغ ريتش ناشين.
في عام 2016، أصبحت اغنيتهم «باد اند بوجي» (بالإنجليزية: bad & boujee) ظاهرة على الإنترنت. ووصلت الأغنية إلى المركز الأول على قائمة بيلبورد هوت 100، مع العديد من النقاد الذين يعتقدون أن مقطع أوفست في الاغنية ساعدها على كسبها هذه الشهرة

## ديسكوغرافيا
| Title                                                                      | Year | Album                       |
| -------------------------------------------------------------------------- | ---- | --------------------------- |
| "Trap Back" (Johnny Cinco featuring Offset and YFN Kay)                    | 2014 | Non-album singles           |
| "Know Bout Me" (Peewee Longway featuring يونج ثاج and Offset)              | 2014 | Non-album singles           |
| "Extortion" (Peewee Longway featuring Offset)                              | 2015 | Money, Pounds, Ammunition 2 |
| "Life Line" (DJ Spinatik and Big Bank Black featuring كويفو and Offset)    | 2016 | Non-album singles           |
| "Big Money" (Made Man featuring Offset)                                    | 2016 | Non-album singles           |
| "Large Bag" (Fly Ty featuring Offset and Jadakiss)                         | 2016 | My Life Your, Entertainment |
| "Headlock" (Cousin Stizz featuring Offset)                                 | 2017 | One Night Only              |
| "Water Leak" (Philthy Rich featuring Lil Uzi Vert, Sauce Walka and Offset) | 2017 | Non-album singles           |
| "No Complaints" (Metro Boomin featuring Offset and دريك)                   | 2017 | Non-album singles           |

## وصلات خارجية
- أوفست على موقع IMDb (الإنجليزية)
- أوفست على موقع ميوزك برينز (الإنجليزية)
- أوفست على موقع أول ميوزيك (الإنجليزية)
- أوفست على موقع ديسكوغز (الإنجليزية)
- أوفست على موقع ديسكوغز (الإنجليزية)
- أوفست على موقع قاعدة بيانات الفيلم (الإنجليزية)

- الموقع الرسمي